# Gnothi seauton

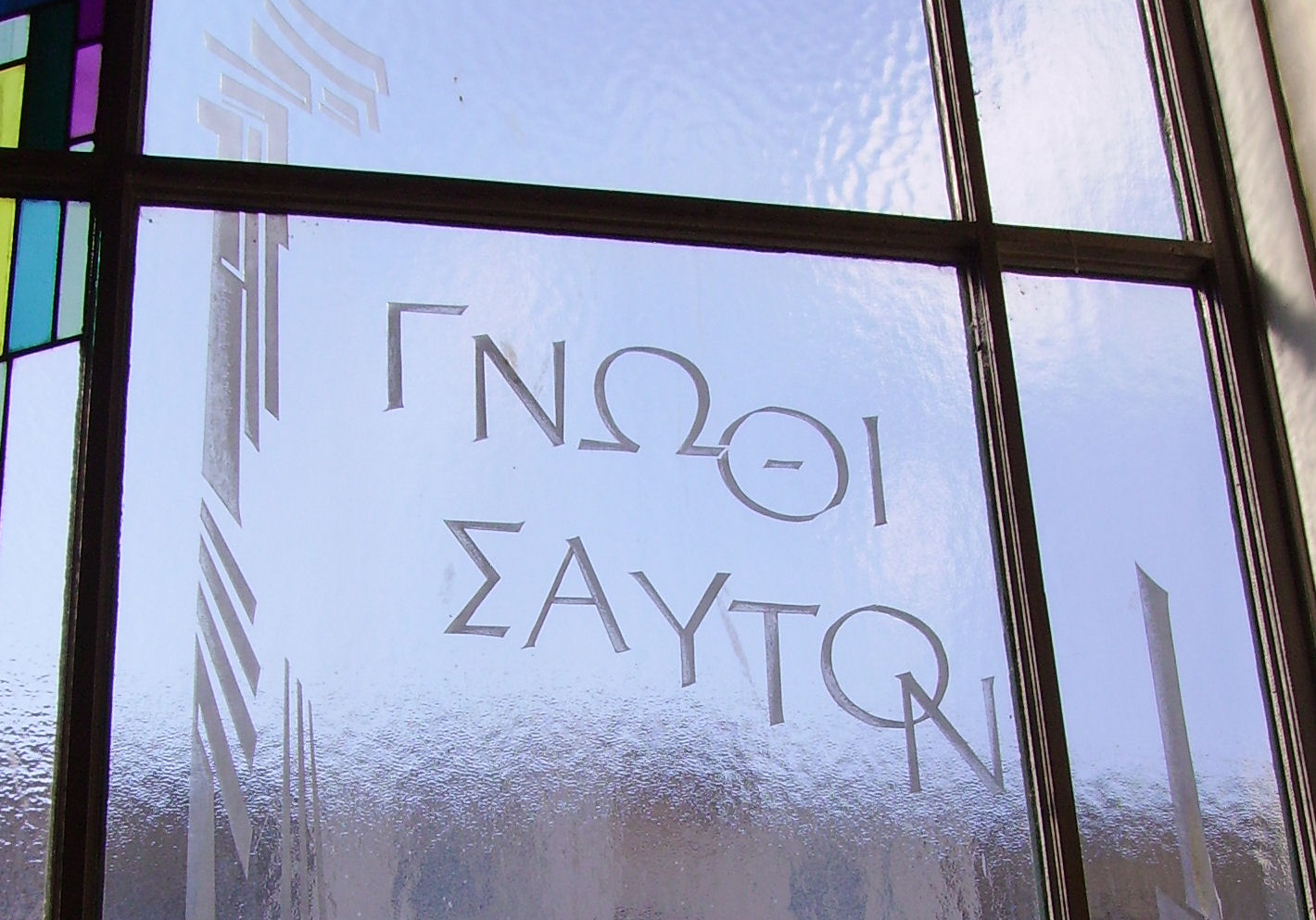
Gnothi sauton auf einem Fenster im Kulturhaus der Stadt Ludwigshafen

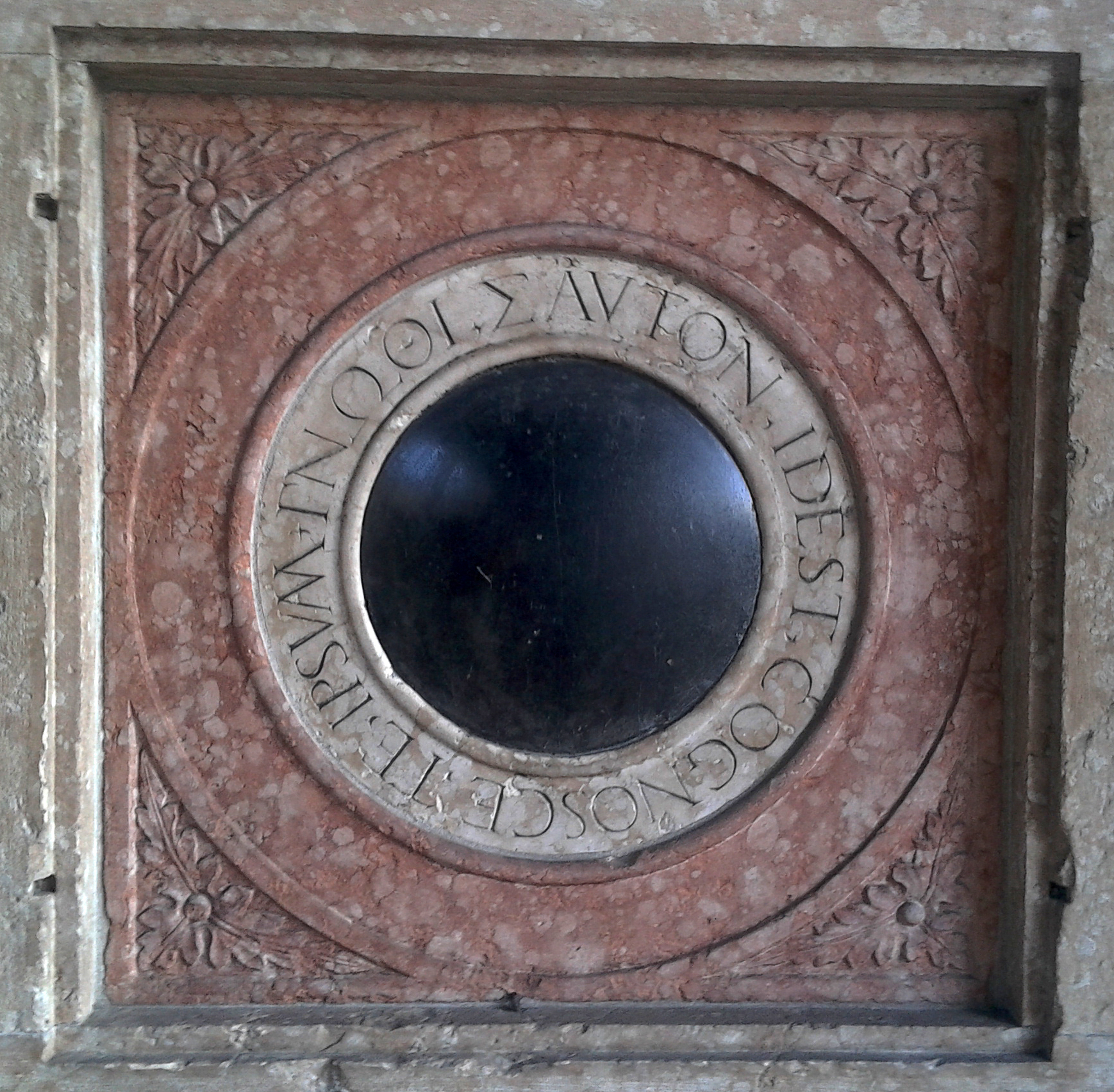
Gnothi sauton als Gravur mit einem stilisierten Auge auf Schloss Buonconsiglio in Trient

Gnothi seauton (altgriechisch Γνῶθι σεαυτόν Gnṓthi seautón, durch Elision auch Γνῶθι σαυτόν Gnṓthi sautón „Erkenne dich selbst!“ / „Erkenne, was Du bist.“) ist eine vielzitierte Inschrift am Apollotempel von Delphi, als deren Urheber Chilon von Sparta, einer der „Sieben Weisen“, angesehen wird. Die Forderung wird im antiken griechischen Denken dem Gott Apollon zugeschrieben. Als nosce te ipsum wurde die Anweisung ins Lateinische übernommen. Die Variante temet nosce wurde durch ihre Verwendung in den Filmen Matrix und Matrix Revolutions populär.

## Herkunft
Der erste Beleg für den Gedanken findet sich in einem Fragment des Philosophen Heraklit: „Allen Menschen ist zuteil, sich selbst zu erkennen und verständig zu denken.“
Der Spruch stand – neben den ebenfalls als apollinisch betrachteten Weisheiten Ἐγγύα, πάρα δ’ ἄτα (Engýa, pára d’ áta „Bürgschaft, schon ist Schaden da!“) und Μηδὲν ἄγαν (Mēdén ágan „Nichts im Übermaß“) – an einer Säule der Vorhalle des Apollontempels in Delphi. Dort ist er spätestens um die Mitte des 5. Jahrhunderts v. Chr. angebracht worden. Nach einem Fragment aus der verlorenen Schrift „Über die Philosophie“ des Aristoteles befand er sich sogar schon an dem Vorgängerbau, der 548/547 v. Chr. durch Brand zerstört wurde, doch ist die Glaubwürdigkeit dieser Behauptung ungewiss.
Als Urheber der Aufforderung zu menschlicher Selbsterkenntnis galt in der Antike der Gott Apollon selbst; strittig war aber, welcher Mensch den Spruch zuerst geäußert hat. Schon vor dem Beginn des 4. Jahrhunderts v. Chr. wurden die drei delphischen Sprüche auf die Sieben Weisen zurückgeführt. Das gnothi seauton wurde meist Chilon zugeteilt, aber auch Zuschreibung an Thales, Solon und Bias von Priene kam in der Antike vor.
Der Aristoteles-Schüler Theophrastos von Eresos bezeichnet den Spruch in seiner Schrift über die Sprichwörter als Sprichwort. Chamaileon ordnet ihn in seinem Buch über die Götter Thales zu. Hermippos schreibt in seinem ersten Buch über Aristoteles, dass ein Eunuche namens Labys in Delphi, der Tempelwächter im Heiligtum war, diesen Spruch geäußert habe. Klearchos von Soloi behauptet, es sei ein Gebot des pythischen Apoll gewesen, das Chilon als Orakelspruch gegeben wurde, als er fragte, was die Menschen am ehesten lernen sollten. Aristoteles schreibt gnothi seauton in seinem Dialog über Philosophie der Pythia zu. Auch Antisthenes behauptet, der Spruch  stamme von Phemonoe, der ersten Pythia in Delphi, und Chilon habe ihn sich nur angemaßt.

## Unterschiedliche Bedeutungen
Die Forderung, sich selbst zu erkennen, zielte ursprünglich auf Einsicht in die Begrenztheit und Hinfälligkeit des Menschen (im Gegensatz zu den Göttern). Damit war sein Dasein als Gattungswesen gemeint; man dachte aber nicht nur an die Menschheit und an prinzipielle Grenzen des für den Menschen Erreichbaren, sondern der Spruch diente auch oft als Warnung vor der Überschätzung individueller Möglichkeiten. In zahlreichen Texten der griechischen Klassik findet sich die Deutung, dass sich der Mensch bewusst sein solle, sterblich, unvollkommen und begrenzt zu sein. Das Verständnis des Spruchs als Hinweis auf eine natürliche Schwäche der Sterblichen, die man einsehen solle und deren Kenntnis zur Bescheidenheit führe, blieb in der gesamten Antike präsent und war noch in der römischen Kaiserzeit geläufig. In diesem Sinne betonte beispielsweise der römische Stoiker Seneca, es gehe darum, sich die körperliche und geistige Verletzlichkeit des Menschen zu vergegenwärtigen; nicht nur ein großer Sturm, sondern schon eine kleinere Erschütterung könne den Menschen wie ein zerbrechliches Gefäß in Scherben gehen lassen. In diesem Zusammenhang überträgt eine leicht anderslautende Übersetzung der Inschrift den Wesenskern der göttlichen Forderung deutlicher: "Erkenne, was Du bist.", bzw. auch: "Bleibe in den Dir gesetzten Grenzen." Damit fokussiert der Blick darauf, was der Mensch als solcher ist: Eben kein Gott. Das ist der eigentliche Hinweis, den Apollon dem stürmischen Diomedes mit diesem Befehl übermittelt.
Einen ergänzenden Akzent setzte die stoische Tradition, indem sie die Forderung gnothi seauton mit ihrem Ziel einer Einordnung des Menschen in den Naturzusammenhang verband. Die Selbsterkenntnis wurde eingebettet in das Bestreben, in „Übereinstimmung mit der Natur zu leben“ (ὁμολογουμένως τῆ φύσει ζῆν homologoumenōs tē physei zēn). 
Eine andersartige Entwicklung nahm der Gedanke der Selbsterkenntnis im Platonismus. Für Platon stand der Aspekt im Vordergrund, dass der Mensch Wissen um das eigene Nichtwissen erlangen soll, damit er dann nach rechter Einsicht strebt und dadurch auch seinen Charakter veredelt. Das Bemühen um solche Selbsterkenntnis war für Platon ein Bestandteil seines zentralen ethischen Projekts der Sorge um die Seele, deren Wohlergehen davon abhänge, dass sie Tugend (aretḗ) kultiviere. Damit bahnte sich ein Bedeutungswandel an. Neben das traditionelle, eher resignative Verständnis von Selbsterkenntnis, das naturgegebene, unüberwindliche Grenzen des Erreichbaren hervorhob, trat eine optimistischere Interpretation. Sie machte die Aufforderung zur Selbsterkenntnis auch zum Ausgangspunkt für eine Einsicht in Entwicklungsmöglichkeiten, die dank der überirdischen Herkunft und Natur der Seele gegeben seien. Solches Gedankengut wurde im Platonismus schon früh ausgearbeitet. Bereits in dem Platon zugeschriebenen, im 4. Jahrhundert v. Chr. entstandenen Dialog Alkibiades I war das anthropologische Konzept der Selbsterkenntnis der Seele voll ausgebildet. Der dort dargelegten Auffassung zufolge besagt das gnothi seauton, der Mensch solle sich als das erkennen, was er sei, nämlich eine den Körper bewohnende und gebrauchende unsterbliche und gottähnliche Seele.
Die platonische Auslegung des Spruchs, die positive Aspekte der Selbsterkenntnis betonte, hatte in der Antike eine beträchtliche Nachwirkung. In diesem Sinne äußerte Cicero in einem Brief an seinen Bruder Quintus, der Sinn des Spruches beschränke sich nicht darauf, die Anmaßung einzudämmen, sondern es gehe auch um eine Aufforderung, das uns eigentümliche Gute (bona nostra) zu erkennen.
Die Neuplatoniker bezogen die menschliche Schwäche und Hinfälligkeit auf den Körper, die Gottähnlichkeit auf die geistigen Leistungen der Seele. Sie deuteten die Forderung der delphischen Maxime als Aufforderung zur Selbsterkenntnis der Seele hinsichtlich ihrer göttlichen Herkunft, Natur und Bestimmung. Nicht in der Außenwelt sei die erlösende Wahrheit zu finden, sondern in der Besinnung der Seele auf sich selbst. Der Neuplatoniker Porphyrios verfasste eine mehrbändige Schrift Über das Gnothi seauton, die nur fragmentarisch erhalten ist. In der Spätantike verbreitete Macrobius die neuplatonische Interpretation des Spruchs in seinem sehr einflussreichen Kommentar zu Ciceros Somnium Scipionis. Dabei zitierte er einen Vers des Satirikers Juvenal, wonach das Gnothi seauton „vom Himmel herabgestiegen“ war. Juvenal hatte dies allerdings nicht in einem religiösen, sondern in einem ironischen Zusammenhang geschrieben und die Maxime auf eine kluge Entscheidung von Lebens- und Alltagsfragen bezogen. Im Mittelalter und noch bis ins 17. Jahrhundert wurde der Juvenalvers in Verbindung mit der neuplatonischen Deutung des Spruchs oft zitiert.
Christliche Autoren der Antike wie Clemens von Alexandria und Origenes behaupteten, der Gedanke stamme ursprünglich aus dem Alten Testament und sei von den Juden zu den Griechen gelangt. Petrus Abaelardus verwendete die Forderung als Titel seiner Ethik (Ethica seu scito se ipsum) und betonte damit die Bedeutung der Vernunft und der Gesinnung als Grundlage sittlichen Handelns.